# Тамкявичюс, Альбертас Рокович
Альбертас Рокович Тамкявичюс — советский литовский хозяйственный деятель, Герой Социалистического Труда.

## Биография
Родился в 1931 году в Куоджюе. Член КПСС с 1957 года.
Окончил Клайпедское мореходное училище.
В 1954—1956 — младший и средний помощник капитана среднего рыболовного траулера.
В 1957—1968 — капитан среднего рыболовного траулера № 39 Клайпедской базы морского рыболовного флота Министерства рыбного хозяйства СССР.
В 1968—1990 — капитан большого рыболовного траулера Клайпедской базы морского рыболовного флота.
Указом Президиума Верховного Совета СССР от 7 июля 1966 года присвоено звание Героя Социалистического Труда с вручением ордена Ленина и золотой медали «Серп и Молот».
Жил в Клайпеде.

## Награды и звания
- Герой Социалистического Труда (07.07.1966)
- Орден Ленина (07.07.1966)
- Орден Трудового Красного Знамени (1960)